# توان (فیزیک)
سازمان استاندارد SI فیزیک، توان میزان جابه‌جایی، دگرگونی یا استفادهٔ انرژی در یکای زمان است. یکای این کمیت ژول بر ثانیه (J/s) یا همان وات است (به احترام جیمز وات، مخترع ماشین بخار). برای نمونه، برای یک لامپ، نرخ تبدیل انرژی الکتریکی به گرما و نور در وات شمرده می‌شود. هر چه لامپ پر توان تر باشد، انرژی الکتریکی بیشتری در یکای زمان تبدیل می‌شود. تبدیل انرژی را می‌توان برای انجام کار (فیزیک) استفاده کرد. پس توان همچنین نرخ انجام کار در یکای زمان است.
• برای بالا بردن یک جسم از پله‌ها، چه بدویم و چه راه برویم کار یکسانی می‌کنیم. اما هنگام دویدن توان بیشتری مصرف می‌شود چون همان مقدار کار در مدت کمتری انجام می‌شود.
• توان خروجی یک موتور الکتریکی برابرست با حاصل‌ضرب گشتاوری که موتور می‌سازد در سرعت زاویه‌ایِ محور خارجی آن.
• توان مصرف شده برای جابه‌جا کردن یک اتومبیل برابرست با حاصل‌ضرب نیروی کشش چرخ‌ها در سرعت اتومبیل.
انتگرال توان روی مدت تعریف کار انجام شده‌است. چون این انتگرال به مسیر وارد کردن نیرو و گشتاور بستگی دارد، این محاسبه کار را «تابع مسیر» می‌خوانند.

## یکاها
بعد توان انرژی بخش بر زمان است. یکای SI توان همان وات (W) است که برابر است با یک ژول بر ثانیه. از دیگر یکاهای توان می‌توان ارگ بر ثانیه (erg/s)، اسب بخار (hp)، فوت-پوند بر دقیقه یا یکای بریتانیایی حرارت بر ساعت (BTU/h) را خاطر نشان کرد.

## توان متوسط
به عنوان یک نمونه ساده، سوزاندن یک کیلوگرم زغال سنگ خیلی بیشتر از منفجر کردن یک کیلوگرم تی‌ان‌تی انرژی آزاد می‌کند، ولی چون واکنش تی‌ان‌تی سریع‌تر انرژی آزاد می‌کند توان خیلی بالاتر از زغال‌سنگ می‌رساند.
اگر ΔW مقدار کار انجام شده در مدت زمان Δt باشد، آنگاه توان متوسط این‌گونه تعریف می‌شود:
{\displaystyle P_{avg}={\frac {\Delta W}{\Delta t}}}
پس توان لحظه‌ای مقدار حد توان متوسط است هنگامی که Δt به صفر میل می‌کند.
{\displaystyle P=\lim _{\Delta t\rightarrow 0}P_{avg}=\lim _{\Delta t\rightarrow 0}{\frac {\Delta W}{\Delta t}}={\frac {\mathrm {d} W}{\mathrm {d} t}}}
اگر توان P ثابت باشد، مقدار کار انجام شده در مدت زمان Τ این‌گونه محاسبه می‌شود:
{\displaystyle W=PT}
اگر انرژی تبدیل شده باشد، نماد E بیشتر از نماد W بکار می‌رود.

## توان مکانیکی
توان در سامانه‌های مکانیکی، آمیزشی از نیروها و حرکت است. به‌طور خاص، توان حاصل‌ضرب نیروی وارد بر جسم در سرعت آن یا حاصل‌ضرب گشتاور اعمال شده بر یک محور و سرعت زاویه‌ای آن است.
توان مکانیکی نیز به صورت مشتق زمان کار تعریف می‌شود. در مکانیک، کار مکانیکی انجام داده شده توسط یک نیروی F بر روی جسمی که خم С را طی می‌کند را می‌توان با انتگرال خطی زیر پیدا کرد:
{\displaystyle W_{C}=\int _{C}\mathbf {F} \cdot \mathrm {d} \mathbf {x} =\int _{C}\mathbf {F} \cdot \mathbf {v} \mathrm {dt} }
به‌طوری‌که x متغیر مستقل خم C است و v سرعت در مسیر است. مشتق زمان این معادله، توان لحظه‌ای را می‌دهد:
{\displaystyle P(t)=\mathbf {F} \cdot \mathbf {v} }
در سامانه‌های چرخشی توان برابرست با حاصل‌ضرب گشتاور τ و سرعت زاویه‌ای ω.
{\displaystyle P(t)={\boldsymbol {\tau }}\cdot {\boldsymbol {\omega }}}
در سامانه‌های سیال مانند محرک‌های هیدرولیکی (اَکتواتُرها) توان برابرست با حاصل‌ضرب فشار p به پاسکال (N/m²) در آهنگ شارش حجمی Q در متر مکعب بر ثانیه (m³/s):
{\displaystyle P(t)=pQ}

## مزیت مکانیکی
اگر سامانه مکانیکی هیچ تلفاتی نداشته باشد، توان ورودی با توان خروجی برابر است. این اصل به ما فرمول ساده‌ای برای مزیت مکانیکی سامانه می‌دهد. اگر توان ورودی سامانه، نیروی FA وارد بر نقطه‌ای با سرعت vA و توان خروجی سامانه نیروی FB وارد بر نقطه‌ای با سرعت vB باشد و هیچ تلفاتی در سامانه نداشته باشیم، آنگاه:
{\displaystyle P=F_{A}v_{A}=F_{B}v_{B}}
و مزیت مکانیکی سامانه این‌گونه بدست می‌آید:
{\displaystyle \mathrm {MA} ={\frac {F_{B}}{F_{A}}}={\frac {v_{A}}{v_{B}}}}
روابط مشابهی برای سامانه‌های چرخشی موجودند:
اگر توان ورودی سامانه دارای گشتاور TA و سرعت زاویه‌ای ωA باشد و توان خروجی سامانه دارای گشتاور TB و سرعت زاویه‌ای ωB باشد و سامانه هیچ تلفاتی نداشته باشد، آنگاه داریم:
{\displaystyle P=T_{A}\omega _{A}=T_{B}\omega _{B}}
و مزیت مکانیکی سامانه این‌گونه بدست می‌آید:
{\displaystyle \mathrm {MA} ={\frac {T_{B}}{T_{A}}}={\frac {\omega _{A}}{\omega _{B}}}}
این روابط برای تعریف کارایی بیشینه سیستم از لحاظ نسبت سرعت‌ها مفیدند. برای فهم بهتر اهمیت آن‌ها این ویکی را بخوانید.

## توان در نورشناسی
در نورشناسی، یا رادیومتری، واژه توان گاهی به معنی شار تابشی است (نسبت متوسط جابه‌جایی انرژی توسط امواج الکترومغناطیسی که یکای آن وات است) یا به توان دیوپتری یک عدسی یا آینه (مقیاسی از توانایی فوکوس کردن نور که یکای آن دیوپتر (m−1)است: P=1/f) اشاره دارد.

## توان الکتریکی
توان لحظه‌ای الکتریکی ای که به مؤلفه‌ای از مدار می‌رسد برابرست با:
{\displaystyle P(t)=I(t)\cdot V(t)}
به‌طوری که:
{\displaystyle P(t)} توان لحظه‌ای است به وات.
{\displaystyle V(t)} اختلاف پتانسیل الکتریکی (یا تغییر ولتاژ) بین دو سر مؤلفه به ولت است.
{\displaystyle I(t)} جریان الکتریکی در آمپر است که از مؤلفه می‌گذرد.
اگر مؤلفه یک مقاومت (قطعه الکتریکی) باشد که نسبت ولتاژ به شدت جریان آن زمان-ناوردا است، آنگاه داریم:
{\displaystyle P=I\cdot V=I^{2}\cdot R={\frac {V^{2}}{R}}}
به‌طوری‌که {\displaystyle R={\frac {V}{I}}} مقاومت الکتریکی به اهم است.

## توان اوج و چرخه کار

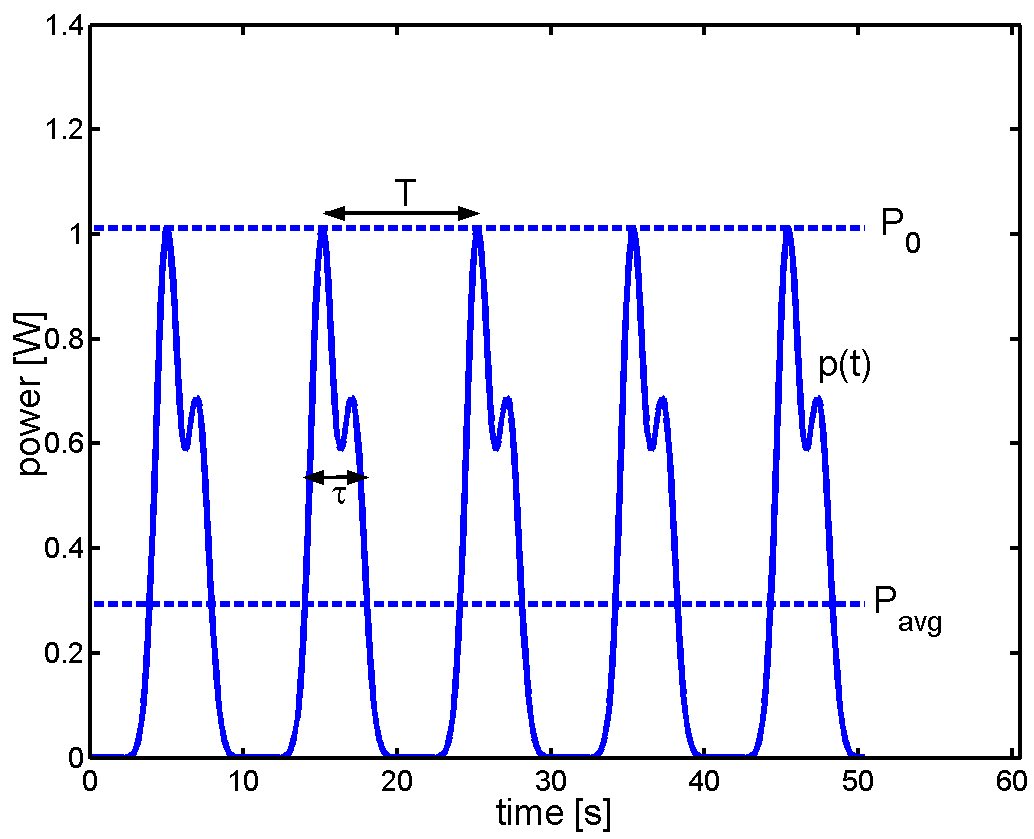
در زنجیره‌ای از پالس‌های یک‌ریخت، توان لحظه‌ای، تابعی متناوب از زمان است. نسبت زمان پالس به دوره برابرست با نسبت توان متوسط به توان اوج که به آن چرخه کار می‌گویند.

در مورد سیگنال متناوب {\displaystyle s(t)} با دورهٔ {\displaystyle T}، مانند زنجیره‌ای از پالس‌های یک‌ریخت، توان لحظه‌ای {\displaystyle p(t)=|s(t)|^{2}} نیز تابعی متناوب با دوره {\displaystyle T} است. توان اوج به صورت {\displaystyle P_{0}=\max[p(t)]} تعریف می‌شود.
توان اوج همیشه به سادگی قابل اندازه‌گیری نیست، اما اندازه‌گیری توان متوسط معمول تر است. اگر انرژیِ هر پالس را به صورت زیر تعریف کنیم:
{\displaystyle \epsilon _{\mathrm {pulse} }=\int _{0}^{T}p(t)\mathrm {d} t}
آنگاه توان متوسط این‌گونه بدست می‌آید:
{\displaystyle P_{\mathrm {avg} }={\frac {1}{T}}\int _{0}^{T}p(t)\mathrm {d} t={\frac {\epsilon _{\mathrm {pulse} }}{T}}}
می‌توانیم طول پالس τ را طوری تعریف کنیم که: {\displaystyle P_{0}\tau =\epsilon _{\mathrm {pulse} }} تا نسبت زیر برقرار باشد. به این نسبت چرخهٔ کار زنجیره پالس‌ها می‌گویند.
{\displaystyle {\frac {P_{\mathrm {avg} }}{P_{0}}}={\frac {\tau }{T}}}